# Triària
Triària (en llatí Iunia Calvina Milonia Caecena Alba Terentia o Triaria) va ser una dama romana que va viure al segle I. Tàcit l'anomena "ultra feminam ferox" (una dona molt feroç).
Va ser la segona dona de Luci Vitel·li el Jove, que s'havia casat abans amb Júlia Calvina, germana de Triària i se n'havia divorciat l'any 49. Quan Corneli Dolabel·la va tornar a Roma després de la mort de l'emperador Otó, va ser denunciat com a traïdor al prefecte de la ciutat Flavi Sabí per un romà de nom Marc Planci Var. El prefecte el volia deixar lliure però Triària, va imposar que el condemnessin, i que el prefecte no posés en perill l'emperador.
Quan els partidaris de Vespasià van capturar la ciutat de Terracina que el seu marit estava defensant, van ser capturats tos dos. Triària va ser acusada de portar una espasa de soldat i de comportar-se amb crueltat insolent (superbe saeveque). Les tropes de Vespasià els van executar.